# Kaya Scodelario
Kaya Scodelario (London, 13. ožujka 1992.) engleska glumica. Komercijalno su joj najuspješniji filmovi i serije u kojima je nastupala Labirint - filmski serijal po romanima Jamesa Dashnera te televizijska serija Skins.

## Životopis
Majka, Katia Scodelario, je Brazilka koja se uselila u Veliku Britaniju 1990. godine a djed joj je Talijan. Tako Kaya govori osim materinskog engleskog i portugalski.
S 14 godina (2007.) dobila je ulogu u britanskoj TV seriji za tinejdžere Skins. Njen lik (Effy Stonem) u prve dvije sezone bio je sporedan, ali u trećoj i četvrtoj sezoni serije Effy je postala jedan od glavnih likova serije. Kaya je također radila kao model za britansku modnu agenciju Models 1 za koju rade modeli kao Linda Evangelista, Yasmin Le Bon i Robert Pattinson.

## Nepotpun popis uloga

### Filmovi
- Orkanski visovi (2011.)
- Labirint: Nemogući bijeg (2014.)
- Labirint: Kroz spaljenu zemlju (2015.)
- Pirati s Kariba: Salazarova osveta (2017.)
- Resident Evil (2021.)

### Televizija
- Skins 2007. – 2010., 2013.; 26 epizoda (serija ima ukupno 61 epizodu)
- Southcliffe - Warp Films za Channel 4, 2013., 4 epizode (miniserija od 4 epizode)

## Vanjske poveznice
- http://www.imdb.com/name/nm2546012/